# Bosque mixto de los montes Pindo
El bosque mixto de los montes Pindo es una ecorregión de la ecozona paleártica, definida por WWF, que se extiende por los montes Pindo, entre Grecia, Albania y Macedonia del Norte.

## Descripción
Es un bosque mediterráneo mixto de montaña que ocupa 39 500 kilómetros cuadrados en los montes Pindo. Su límite norte está marcado por el río Drin.

## Flora
En las cumbres más altas el bosque está compuesto de coníferas, mientras que a menor altitud predominan las frondosas.

## Fauna
El oso pardo (Ursus arctos), el lobo (Canis lupus) y el chacal dorado (Canis aureus) sobreviven en estas montañas.

## Endemismos
Hasta un 35 % de las especies vegetales de esta ecorregión son endémicas, y muchas de ellas se encuentran en peligro de extinción.

## Estado de conservación
En peligro crítico.